# Smultring

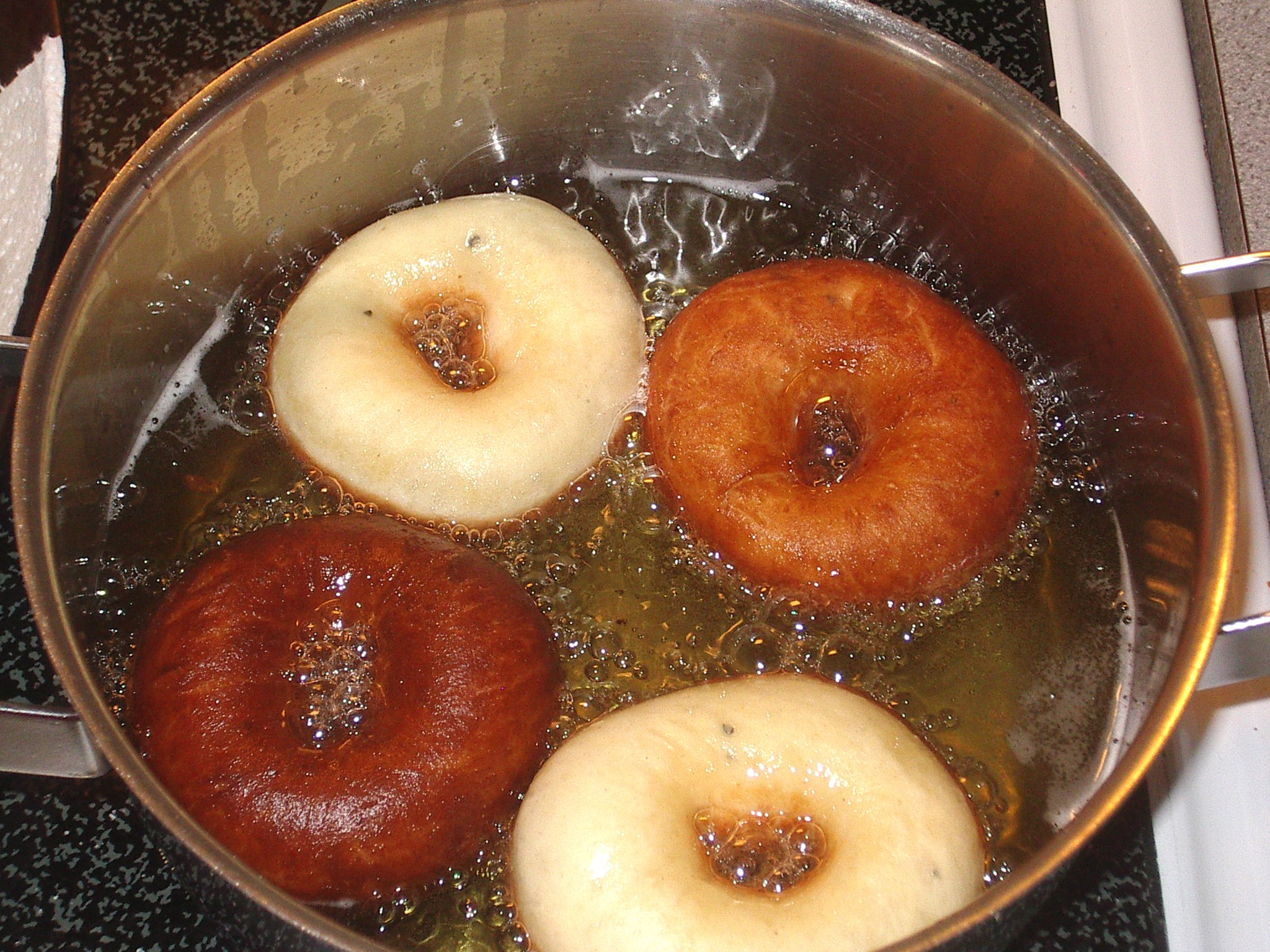
Smultringer friéndose.

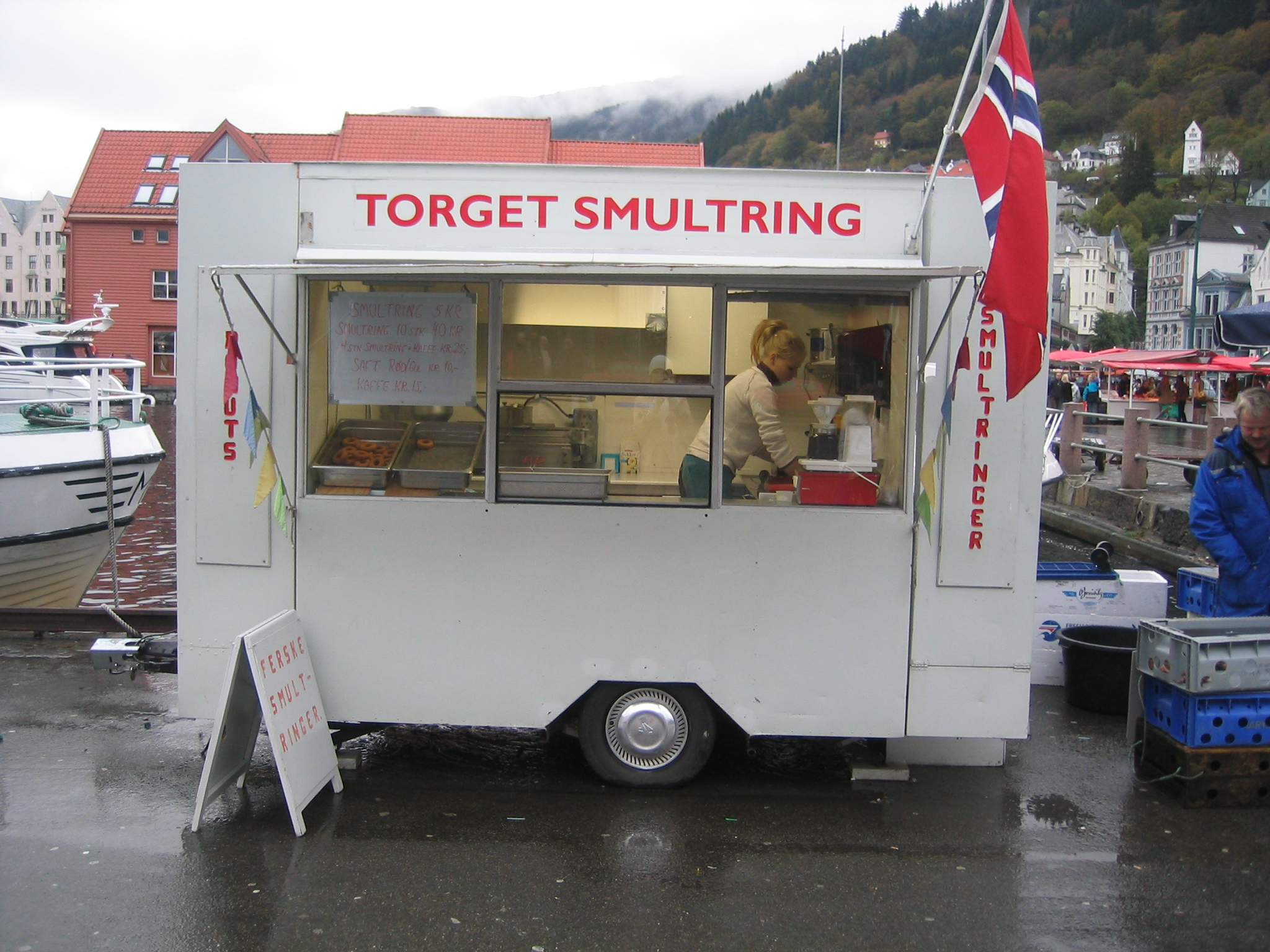
Vendedor de smultring en Noruega.

El smultring (‘aro de manteca’, plural smultringer) o hjortetakk (a veces escrito hjortebakkels) es un dónut noruego. Es más pequeño y suele preparase sin glaseado ni relleno, condimentándose a menudo con cardamomo.
Los smultringer tienen forma de aro, vendiéndose desde camiones y, en Navidad, desde puestos. Se describen como «masa gruesa y pesada frita en manteca, mejor tomada caliente y con la grasa aún goteando». El smultring es popular entre los emigrantes noruegos de Minnesota, que lo toman con krumkake, ris krem y fattigmann en las cenas navideñas.
Los hjortebakkels se hacen a partir de rollos de masa doblados hasta juntar sus extremos. A menudo llevan brandy como ingrediente. El nombre noruego procede del hecho de que se usaba cuerno de ciervo (bicarbonato de amonio) como gasificante.